# Reprezentacja Bułgarii w hokeju na lodzie kobiet
Reprezentacja Bułgarii w hokeju na lodzie kobiet – narodowa żeńska reprezentacja tego kraju. Należy do Dywizji Piątej.

## Starty w Mistrzostwach Świata
- 2011 – 33. miejsce

## Starty w Igrzyskach Olimpijskie
- Bułgarki nigdy nie zakwalifikowały się do Igrzysk Olimpijskich.